# Charles Lewis (Radsportler)
Charles Lewis (* 14. November 1968) ist ein ehemaliger belizischer Radrennfahrer.
Er nahm an den Olympischen Sommerspielen 1988 in Seoul teil und fuhr im Mannschaftszeitfahren. Die belizische Mannschaft beendete das Rennen nicht.